# 뮬 (신발)

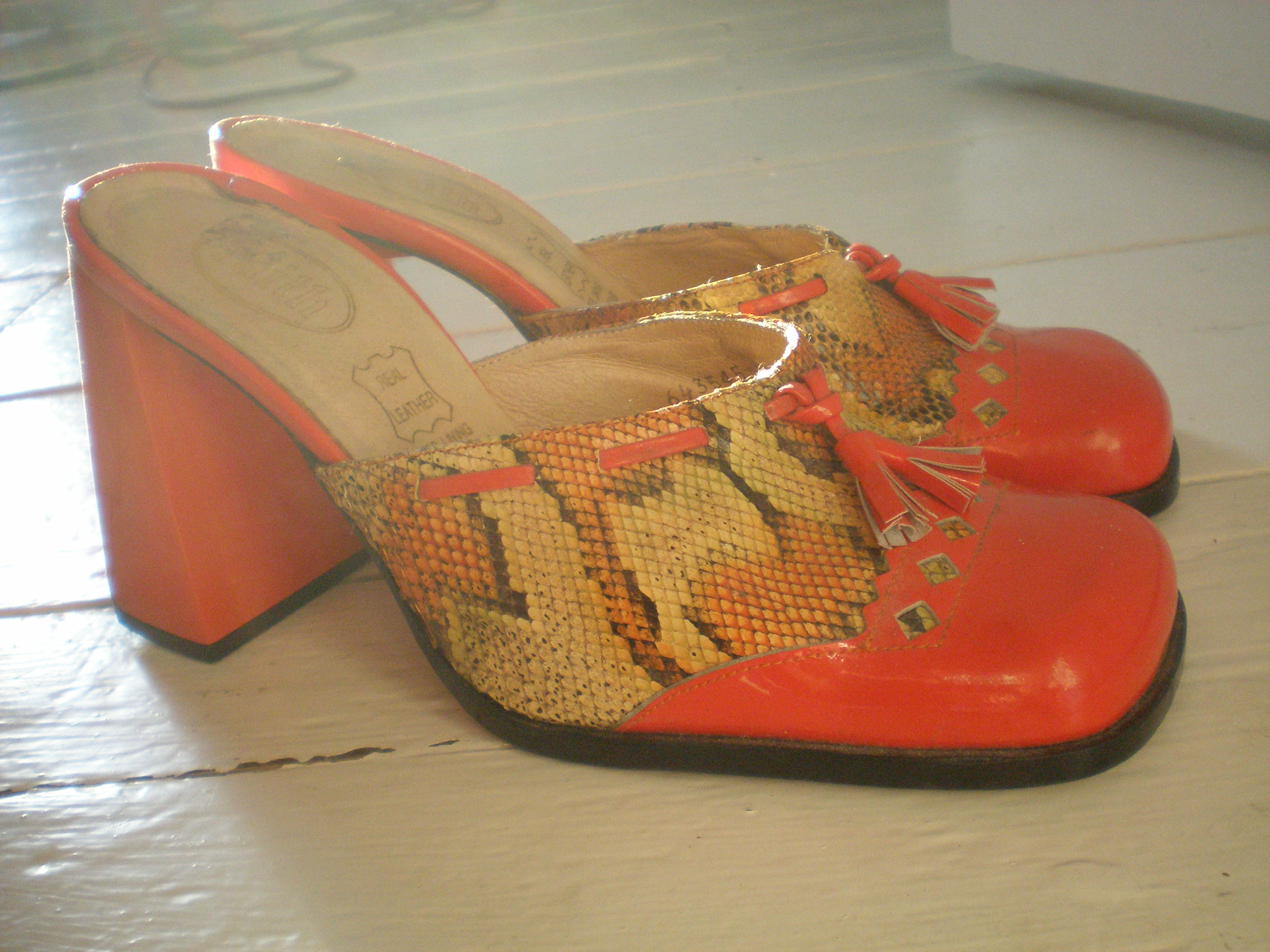
측면에서 바라본 뮬의 모습

뮬(Mule)은 뒤가 없고 앞은 마감되어 있는 신발 스타일을 지칭하는 프랑스어이다. 뮬의 굽 높이는 다양하다. 일반적으로 여성들이 주로 신는다.
뮬의 어원은 고대 로마어 "mulleus calceus"에서 유래했다. 이는 고대 로마의 법관들이 신었던 빨간색 혹은 보라색 신발을 일컫는다. 그렇지만 뮬과 구조적으로 유사한 지는 불분명하다.

## 역사
하이힐 뮬은 패턴의 영향을 받아 18세기의 대중적인 실내화였다.
1950년대 초, 마릴린 먼로의 영향으로 대중적인 인기를 얻었다.
1970년대와 1980년대 초에는 대부분 스칸디나비아 나막신 모양의 뮬이었다. 그러다가 1990년 후반, 오픈 토 형태의 뮬이 등장해 여성 신발 업계를 점유해나갔다.